# Государственный научно-исследовательский институт органической химии и технологии

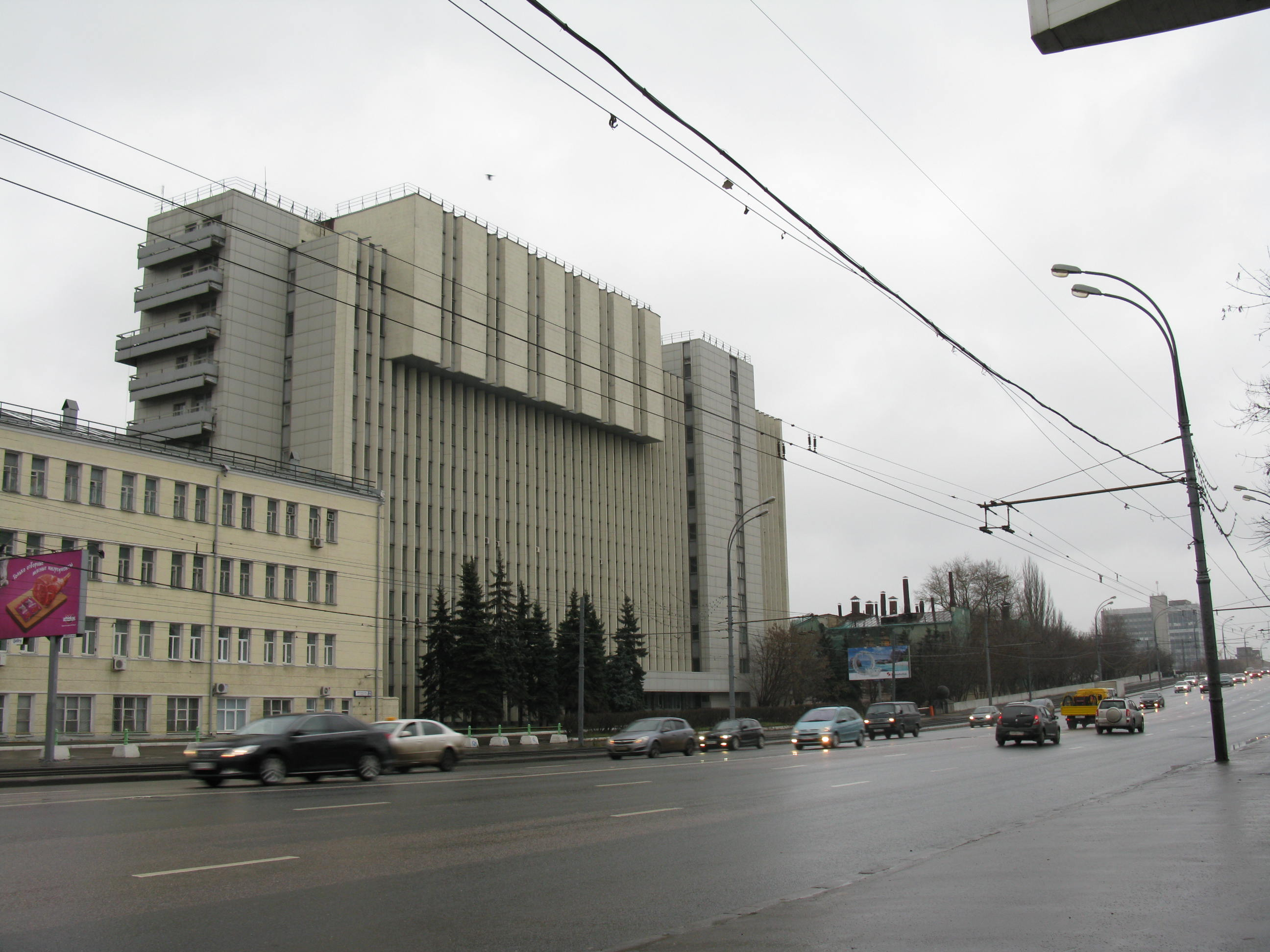
Здание управления ФГУП «ГосНИИОХТ» на шоссе Энтузиастов, 23 в Москве

Государственный научно-исследовательский институт органической химии и технологии (ФГУП ГосНИИОХТ, п/я № 74) — российский НИИ, занимающийся разработкой химических технологий для применения в народном хозяйстве и производством соответствующих товаров и изделий. В советское время, с 1920-х годов, занимался разработкой химического оружия (ХО), сейчас одно из направлений деятельности — уничтожение ХО и других опасных материалов.
Другие направления — разработка и производство лекарств, токсикологические исследования и доклинические испытания, химическая технология, безопасность окружающей среды. Пресса связывает учреждение с разработкой яда «Новичок», но точные сведения об этом засекречены, а попадающие на публику сведения противоречивы.
Головное предприятие находится в Москве на шоссе Энтузиастов, дом № 23. Существуют филиалы в разных регионах России, в частности, в городе Шиханы Саратовской области (Государственный институт технологии органического синтеза).

## История
Предшественником института был химический завод акционерного общества «П. Беккель» (известен также как Ольгинский химический завод), созданный в 1915 году для производства фосгена. В 1920-е — 1930-е годы там продолжалось производство фосгена, а также было налажено производство иприта, под руководством Е.И. Шпитальского. НИИ при заводе был основан в 1924 году для ведения научно-исследовательских работ в области органического синтеза. Он занимался налаживанием производства химического оружия, в 1938 году получил название ГСНИИ-42. В 1929 году Шпитальский был арестован по обвинению во «вредительстве», его приговорили к расстрелу, но затем расстрел заменили на 10 лет заключения с отбытием срока на рабочем месте. Так при институте и заводе была создана «шарашка», где работали арестованные специалисты. До 1946 года заключенных специалистов возили на работы из Бутырской тюрьмы, но затем их стали содержать уже на месте работы.
С 1961 по 1978 год институтом руководил Мартынов, Иван Васильевич, потом до своей смерти в 1985 году  Г. А. Патрушев.
В 1970-х годах было построено современное здание НИИ, которое закрывает исторические кирпичные корпуса дореволюционного завода.
С 1994 года — государственный научный центр, с 1997 года — ведущая организация в российском химическом разоружении.
15 октября 2020 года против института введены санкции Европейского союза и США в связи с отравлением политика Алексея Навального. С 19 мая 2023 года, на фоне вторжения России на Украину, НИИ включён в санкционный список Канады и Украины как поставляющий технологии для российских вооруженных сил.